# Museo Correr
El Museo Correr es el museo municipal de Venecia (Véneto, Italia). Ubicado en la plaza de San Marcos, enfrente de la basílica homónima, ocupa el Ala Napoleónica y las Procuratie Nuove diseñadas por Vincenzo Scamozzi, un edificio burocrático que enmarca tres cuartos de la plaza. El Ala Napoleónica fue construida después en el sitio de la pequeña iglesia de San Gimigniano que estaba frente a la opulenta basílica bizantina de San Marcos. La nueva ala tenía que ser la entrada monumental al nuevo Palacio Real de Venecia situado en las Procuratie Nuove.
El museo tiene un fondo de arte, documentos, objetos antiguos y mapas que reflejan la historia y la vida cotidiana de Venecia a lo largo de los siglos. El Ala Napoleónica tiene una suntuosa decoración neoclásica y alberga una notable colección de obras de Antonio Canova y de Giambattista Pittoni (incluyendo Adorazione dei pastori, Adorazione dei magi, Ritrovamento di Mosè y Presentazione del tempio).

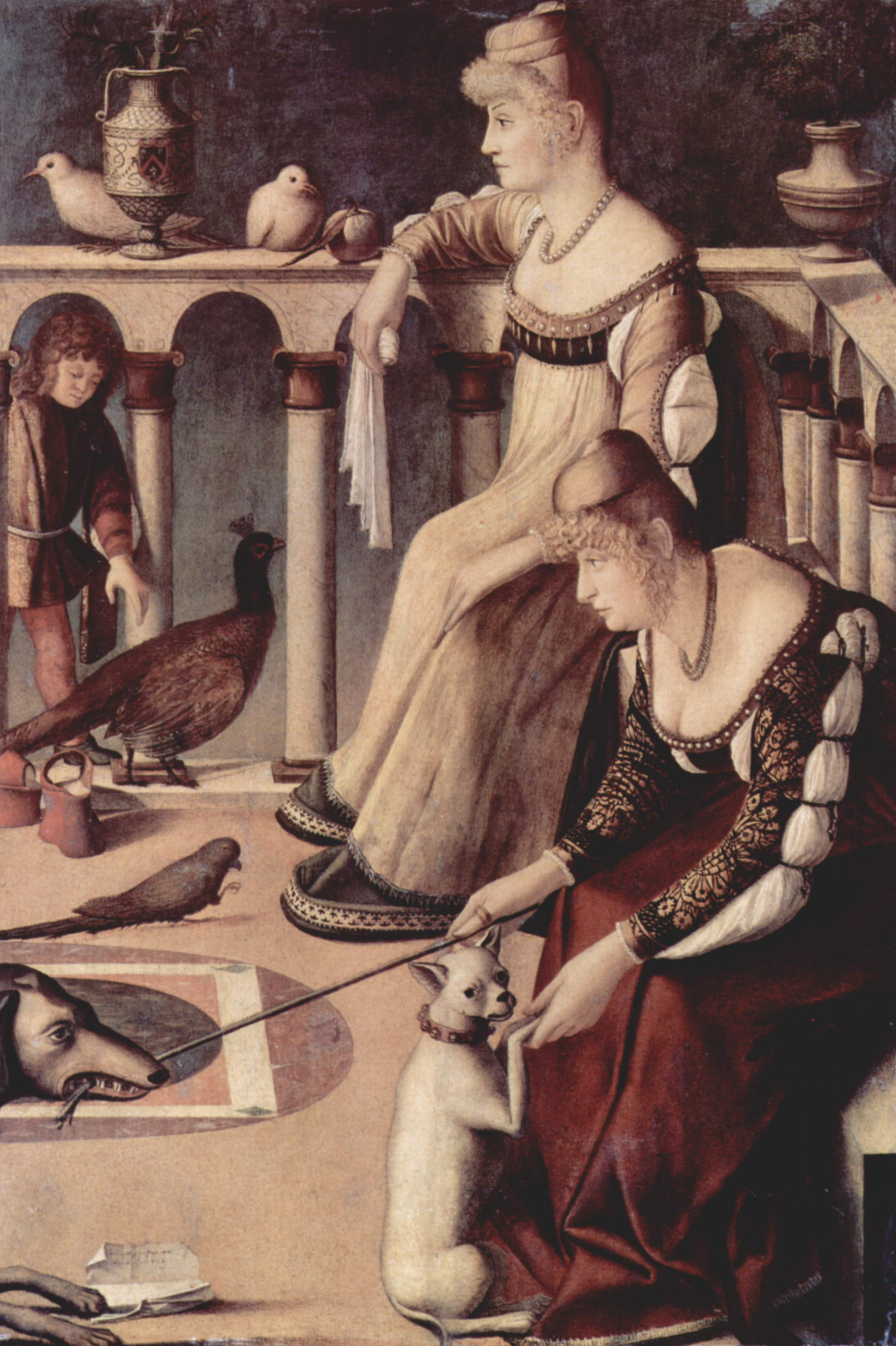
Las cortesanas o Las dos mujeres, obra de Vittore Carpaccio, hacia 1490, óleo sobre tabla, 94 × 64 cm, en el Museo Correr de Venecia.

## Añadir datos
- Transfiguración (Bellini, Venecia)